# Hot Chocolate
Hot Chocolate est un groupe britannique de soul, originaire de West Hampstead, Londres, en Angleterre. Leur style mêle le funk, la soul, le disco et la pop.
Brother Louie  et You Sexy Thing figurent parmi leurs chansons les plus célèbres.

## Histoire
Le groupe est formé par Errol Brown à West Hampstead, Londres, en Angleterre, en 1969 avec d'autres immigrés jamaïcains comme lui. Il enregistre une version reggae de la chanson de John Lennon Give Peace a Chance et demande la permission à Apple Corps. Le label le rappelle en leur disant que John Lennon aime cette reprise puis signe un contrat avec le groupe. Mavis Smith, l'agent de presse, trouve le nom de Hot Chocolate Band, et le producteur Mickie Most enlève le mot « band ». Mais après la séparation des Beatles, le label se sépare du groupe.
En 1970, le groupe demande à Mickie Most de continuer de le produire. Brown et le bassiste Tony Wilson écrivent la plupart des chansons. Les titres Love is Life, Emma, You Could Have Been a Lady (repris en Amérique par April Wine), et I Believe in Love sont signés par le label de Most, RAK Records. Brother Louie, avec la participation de Alexis Korner, est un grand succès en 1973.
Dans les années 1970, le disco apparaît. Le groupe s'adapte et obtient ses plus grands succès. Wilson et Brown écrivent You Sexy Thing en 1976 et Every 1's a Winner en 1979 qui entrent dans les dix meilleures ventes aux États-Unis. En 1976, Tony Wilson quitte Hot Chocolate pour une carrière solo, il est remplacé par Patrick Olive qui était aux congas ; Errol Brown assume seul l'écriture des chansons du groupe. En 1977, il devient enfin numéro un avec So You Win Again, une composition de Russ Ballard (en). Tout comme Elvis Presley et Diana Ross, le groupe fait partie des meilleures ventes au Royaume-Uni chaque année jusqu'en 1984. En revanche, les albums se vendent bien moins.
Le groupe continue dans les années 1980. En 1981, il joue à l'occasion du mariage entre le prince Charles et Diana. Le titre It Started With a Kiss est cinquième des ventes en 1982 au Royaume-Uni. En 1985, Errol Brown quitte le groupe qui se sépare l'année suivante. Au total, Hot Chocolate a classé 25 singles dans le UK Singles Chart.
Errol Brown fait une carrière solo. Ses chansons Personal Touch et Body Rockin sont classées. Malgré la séparation, le groupe reste populaire, ses compilations sont numéros un des ventes au Royaume-Uni.
En 1987, le DJ et producteur néerlandais Ben Liebrand fait des remixes des succès de Hot Chocolate, You Sexy Thing et Every 1's a Winner. En 1992, le manager Ric Martin reforme le groupe avec de nouveaux membres comme Greg Bannis au chant, et organise des concerts en Europe jusqu'à aujourd'hui (le groupe fait la première partie lors de la tournée de Status Quo en 2013). En 2010, Greg Bannis est remplacé par Kennie Simon.
Depuis la fin des années 1980, les chansons font l'objet de reprises par Urge Overkill, PJ Harvey, The Sisters of Mercy, Cud (en) (dont la reprise de You Sexy Thing fait partie des cinquante chansons les plus « festives » par John Peel) ou Tindersticks (avec l'adaptation de Put Your Love in Me pour la bande originale du film Les Salauds de Claire Denis)…
Grâce à son apparition dans la comédie The Full Monty, la chanson You Sexy Thing est la seule à être présente dans le Top Ten du UK Singles Chart dans les années 1970, 1980 et 1990.

## Discographie

### Albums studios
- 1974 : Cicero Park
- 1975 : Hot Chocolate
- 1976 : Man to Man
- 1978 : Every 1's a Winner'
- 1979 : Going Through the Motions
- 1980 : Class
- 1982 : Mystery
- 1983 : Love Shot
- 1993 : Strictly Dance

### Compilations
- 1976 : XIV Greatest Hits
- 1979 : 20 Hottest Hits
- 1987 : The Very Best of Hot Chocolate
- 1993 : Their Greatest Hits
- 1996 : The Most of Hot Chocolate
- 1999 : Greatest Hits Part Two
- 2000 : Best of the 70s
- 2002 : Brother Louie
- 2004 : The Essential Collection
- 2004 : A's B's and Rarities
- 2009 : Hottest Hits (CD promo offert par le Daily Mail pour son édition du dimanche 25 janvier 2009)[5])
- 2020 : Remixes and Rarities (coffret 3CD)

### Singles
- 1969 : Give Peace a Chance
- 1970 : Love is Life
- 1971 : You Could Have Been a Lady
- 1971 : I Believe (In Love)
- 1972 : Mary-Anne
- 1972 : You'll Always Be a Friend
- 1973 : Brother Louie
- 1973 : Rumours
- 1974 : Emma
- 1974 : Changing World
- 1974 : Cheri Babe
- 1975 : Blue Night
- 1975 : Disco Queen
- 1975 : A Child's Prayer
- 1975 : You Sexy Thing
- 1976 : Don't Stop it Now
- 1976 : Man to Man
- 1976 : Heaven Is in the Back Seat of My Cadillac
- 1977 : So You Win Again
- 1977 : Put Your Love in Me
- 1978 : Every 1's a Winner
- 1978 : I'll Put You Together Again
- 1979 : Mindless Boogie
- 1979 : Going Through the Motions
- 1980 : No Doubt About It
- 1980 : Are You Getting Enough of What Makes You Happy
- 1980 : Love Me to Sleep
- 1981 : Gotta Give Up Your Love
- 1981 : You'll Never Be So Wrong
- 1981 : I'm Losing You/Children of Spacemen
- 1982 : Girl Crazy
- 1982 : It Started With a Kiss
- 1982 : Chances
- 1983 : What Kinda Boy You're Lookin' For (Girl)
- 1983 : Tears on the Telephone
- 1983 : I'm Sorry
- 1984 : I Gave You My Heart (Didn't I)
- 1986 : Heartache No. 9